# ガチ☆ボーイ
『ガチ☆ボーイ』（Gachi☆Boy）は、2008年3月1日に公開された日本映画である。
監督は『タイヨウのうた』などで知られる小泉徳宏、主演は佐藤隆太。原作は蓬莱竜太（モダンスイマーズ）の舞台劇『五十嵐伝〜五十嵐ハ燃エテイルカ〜』（2004年）より。脚本は西田征史。

## ストーリー
学生プロレス団体HWAは北海道学院大学のプロレス研究会だが、前チャンピオンのドロップキック佐田が引退して以来、盛り上がりのない試合が続いていた。そんなある日、在学中の司法試験合格も狙えると言われる大学一の秀才として有名な五十嵐が入部してくる。「マリリン仮面」のリングネームとマスクを与えられた五十嵐は熱心に練習に励み、あらゆる事をメモするが、どこか普通の人と違うことにHWAの面々は気づき始める。五十嵐はプロレス特有の「お約束」や「段取り」が覚えられず、どの試合も真剣勝負の「ガチンコ」になってしまうのだ。実は五十嵐は事故により、眠ると事故以降、その日までにあったことを全て忘れてしまう「高次脳機能障害」になっていた。将来に絶望し、生きる実感を失いつつあった五十嵐は、HWAの試合を見て学生プロレスに感動したことを思い出し（事故以前の記憶状態は普通の人と同じ）、頭では忘れても身体は覚えているはずと新たな道を切り開くべくプロレス研究会の扉を叩いたのであった。
徐々に人気の出てきたマリリン仮面を叩き潰そうと学プロリーグのチャンピオン選手チームがHWAとマリリン仮面を挑戦者に指名してきた。五十嵐ことマリリン仮面はまさに一生に一度の思いでチャンピオンに立ち向かうのであった。

## キャスト
(レスラーは、「名前(役名)/リングネーム」と表記)
五十嵐良一/マリリン仮面 ：佐藤隆太
[法学部3年生]。本作の主人公。
3年生の時の新学期のHWAの試合を見て、入部した。前年の学園祭の試合を見て以来、佐田の大ファンになり、憧れている。また、その時の試合で場外乱闘時に巻き込まれケガをした時に、医務室に連れて行ってくれた朝岡に好意を持っている。作中では、2年生の時点で司法試験の一次試験に合格しており秀才だった。
前年の学園祭が終わった頃に、乗っていた自転車で単独事故(事故自体は大したことはないが頭を打った)を起こし、高次脳機能障害により記憶障害を負う。事故以降新しいことが覚えられなくなり、新しく経験したことや自分の取った言動は、睡眠を取ると前日の記憶を全て忘れてしまう。それ以来、いつも手帳とポラロイドカメラを持ち歩き、何かとメモを取ったり自分と関わった人や建物の写真を撮っている。

### HWAのメンバー
奥寺千尋/レッドタイフーン ：向井理
[HWA部長/4年生/22歳]。HWAの25代目チャンピオン。
HWAの人気が低く、まだまだプロレスも下手なので、盛り上げていこうと奮闘している。ただし、「安全第一」をモットーにしているため、メンバーたちがケガをしないことを優先に考えている。覆面をかぶっている時に本名で呼ばれることを嫌がる。
朝岡麻子 ：サエコ
[HWAマネージャー/経済学部3年生/21歳]。明るくて元気なマネージャー。
入部した五十嵐が出場した初イベント後に障がいについて大久保と共に聞かされた人物。五十嵐と帰りのバスが一緒で、途中まで一緒に帰っている。
日野徹/ボラギノール日野 ：西田征史
[4年生/24歳]。HWAの試合のレフェリーを担当。
HWAの人気を高めるため、少々危険な試合になってでも盛り上がればいいと思っている。作中では「ハードな切れ痔」とされている。趣味はダジャレだが、つまらないためダジャレを言うたびに周りの空気を止めるが、なぜか五十嵐だけにはウケている。
新沼雅人/玉子王子 ：中谷竜
[3年生/21歳]。
リングネームが「玉子」と「王子」の字が似てるという安易な理由で付いたことや、のっぺりした白いマスクに全身ベージュ色の地味なコスチュームに不満を持っている。これについてマスクを作った君島から「お前の顔からインスピレーションが湧かない」と言われてショックを受けた。
谷絵津子/コケティッシュ谷 ：久保麻衣子
[2年生/20歳]。HWA唯一の女子レスラー。
得意技は水平チョップ。リング上ではレッドタイフーンと恋人同士の設定だが、実際には大久保と付き合っている。
大久保俊也/デビルドクロ ：小椋毅
[4年生/24歳]。HWAでただ一人、覆面をしていないレスラー。
強面だが付き合っている谷からは、「トシちゃん」と呼ばれている。リング上では挑発行為などで発声しているが、普段の生活では寡黙な性格で、作中ではセリフらしいセリフがほとんどない。朝岡と同じく、入部した五十嵐が出場した初イベント後に障がいについて聞かされた人物。

### 五十嵐家
五十嵐恒雄：泉谷しげる
「深川湯」という銭湯を切り盛りしている。以前は秀才の良一が自慢の息子で、将来弁護士になってくれることが夢だった。しかし事故によりその夢を絶たれ、障がいを負った息子に父親としてどう向き合えばいいのかわからず、ぎくしゃくした関係になっている。
五十嵐茜：仲里依紗
五十嵐の妹で高校生。父子家庭のため母親代わりで家事をこなす。兄想いであり、兄の体を心配するあまり、プロレスに否定的だったが徐々に応援するようになる。

### HWAの元メンバー
佐田正樹/ドロップキック佐田 ：川岡大次郎
[3年生]。元HWA所属のレスラーで、HWAの24代目チャンピオン。
付き合ってる彼女が佐田の試合を見に来て、「学生プロレスなんてダサい。今度リングに上がったら別れる」と言われたため辞めてしまった。その後はバンドでギターをやっており、茶髪のカツラを着用している。作中では朝岡によると奥寺から「運動神経が半端ない」と評されており、人気レスラーとしてHWAの試合を盛り上げる存在だった。
君島良伸/チョチョッピ君島 ：宮川大輔
[HWA OB]。
現在は、バーのマスターの傍らHWAの試合実況とメンバーたちの覆面制作を担当。軽妙な語り口で、手先が器用。

### 北海道学生プロレス連合
金村琢己/シーラカンズ1号：瀬川亮
北海道学生プロレス連合の代表的存在。
HWAを連合に加入させる代わりに五十嵐が出る試合で、対戦相手にわざと負けるように指示した(五十嵐だけはガチンコ勝負だと思っている)。加えて北海道オールスターマッチを北海道学院大学での開催及びHWAの全レスラー出場の交換条件として、シーラカンズVS五十嵐＆レッドタイフーンによるタッグマッチでガチンコ勝負を持ちかけた。
安藤銀次郎/シーラカンズ2号：フジタ"Jr"ハヤト
北海道学生プロレス連合所属の選手。
金村とシーラカンズのタッグを組み、人気実力ともに兼ね備えているスター選手。

### その他
学生レスラー：野橋真実
学生レスラー：ヘラクレスオオ千賀

## スタッフ
- 原作：蓬莱竜太（舞台『五十嵐伝〜五十嵐ハ燃エテイルカ〜』）
- 監督：小泉徳宏
- 脚本：西田征史
- 音楽：佐藤直紀
- プロレス協力：みちのくエンタテインメント、一橋大学世界プロレスリング同盟
- プロレス監修：新崎人生（みちのくエンタテインメント）
- プロレス指導：野橋真実（みちのくエンタテインメント）
- マスク&コスチュームデザイン：安居智博
- コスチューム制作：松原大介
- 医療監修：橋本圭司
- 撮影：葛西誉仁
- 照明：佐藤浩太
- 録音：渡辺真司
- 美術：五辻圭
- 編集：森下博昭
- 監督補：川村直紀
- 助監督：吉田和弘
- 音響効果：大河原将
- 現像：IMAGICA
- スタジオ：日活撮影所
- ロケ協力：さっぽろフィルムコミッション、小樽フィルムコミッション、恵庭市、北海道大学、北海道文教大学、北海道工業大学、札幌大学、札幌国際大学、小樽商科大学、酪農学園、北海道旅客鉄道、北海道中央バス　ほか
- 協力：北海道文化放送、FMノースウェーブ、北海道ウォーカー、レオパレス21、日本ポラロイド
- 協賛：サッポロビール
- 製作者：亀山千広、阿部秀司、島谷能成
- 企画：清水賢治
- プロデューサー：織田雅彦、安藤親広、明石直弓
- ライン・プロデューサー：中林千賀子
- 製作：フジテレビジョン、ROBOT、東宝

## 音楽
- 主題歌 - チャットモンチー「ヒラヒラヒラク秘密ノ扉」
- 挿入歌 - ウルフルズ「暴れだす」

## 評価
- 映画館大賞「映画館スタッフが選ぶ、2008年に最もスクリーンで輝いた映画」第81位
- ウーディネ極東映画祭  観客賞（観客賞しかない映画祭のため、観客投票一位で実質最優秀賞と言える）